# Лівезіле (Валя-Маре, Димбовіца)
Лівезіле (рум. Livezile) — село у повіті Димбовіца в Румунії. Входить до складу комуни Валя-Маре.
Село розташоване на відстані 76 км на північний захід від Бухареста, 22 км на південний захід від Тирговіште, 124 км на північний схід від Крайови, 101 км на південь від Брашова.

## Населення
За даними перепису населення 2002 року у селі проживали 404 особи. Усі жителі села рідною мовою назвали румунську.
Національний склад населення села:
| Національність | Кількість осіб | Відсоток |
| -------------- | -------------- | -------- |
| румуни         | 395            | 97,8%    |
| цигани         | 9              | 2,2%     |